# Tricorynus parvus
Tricorynus parvus är en skalbaggsart som först beskrevs av Henry Clinton Fall 1905.  Tricorynus parvus ingår i släktet Tricorynus och familjen trägnagare. Inga underarter finns listade i Catalogue of Life.